# 安順王后
安順王后韓氏（あんじゅんおうこう・かんし/アンスンワンフ ハンシ 1445年3月12日 - 1499年2月3日）は李氏朝鮮第8代王・睿宗の継妃。本貫は清州。

## 生涯
安順王后は右議政・韓伯倫（1427年-1474年）の娘として生まれ、睿宗が王世子の時、後宮・昭訓として入宮した。1468年、睿宗即位により王妃となるが1年2ヶ月後の1469年、睿宗が薨去、韓氏は王大妃となる。彼女には斉安大君がいたが王位を継ぐには幼く、夫の兄で夭折した懿敬世子の次男・乽山君（しゃさんくん、チャルサングン）が第9代王・成宗として即位した。
1499年2月3日、薨去。

## 家族
安順王后は睿宗との間に1男2女を儲けた。
- 父・清川府院君 韓伯倫（朝鮮語版）
- 夫・睿宗
  - 顕粛公主（1464年 - 1502年）- 任光載正室
  - 斉安大君（1466年 - 1525年）
  - 恵順公主（1468年 - 1469年）

## 登場作品
- 『王と妃』（1997年-2000年 KBS）
- 『王と私』（2007年-2008年 SBS）
- 『インス大妃』（2011年 JTBC）

| 先代 貞熹王后 | 朝鮮王妃 在位：1468年 - 1470年     | 次代 恭恵王后 |
| 先代 貞熹王后 | 朝鮮大妃 在位：1470年 - 1494年     | 次代 貞顕王后 |
| 先代 貞熹王后 | 朝鮮大王大妃 在位：1494年 - 1499年 | 次代 文定王后 |